# Nepomukstatue (Gliwice)

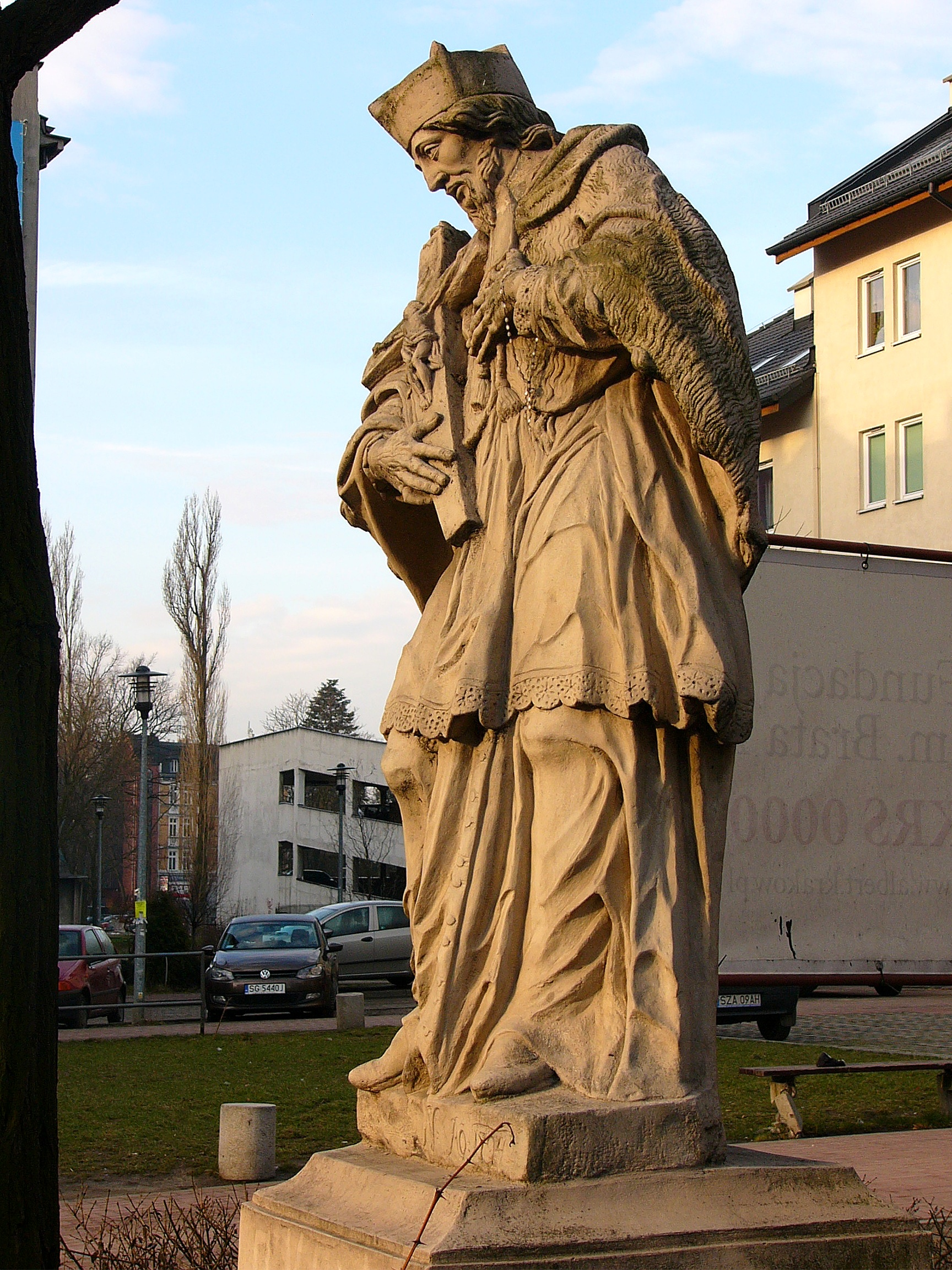
Die Nepomukstatue im Jahre 2013

Die Nepomukstatue in der polnischen Stadt Gliwice (Gleiwitz) ist zusammen mit der Neptunfigur des Neptunbrunnens die älteste Skulptur der Stadt.
Die spätbarocke Nepomukfigur stammt wie auch die Neptunfigur vom Troppauer Bildhauer Johannes Nitsche. Sie ist 1794 entstanden und wurde ursprünglich neben einer Brücke über die Ostroppka in der Beuthener Vorstadt aufgestellt. Diese befand sich östlich der Altstadt von Gleiwitz. Die Skulptur stellt den heiligen Johannes Nepomuk dar, den Schutzpatron für Gewässer, der vor Überschwemmungen schützen soll. Nepomukstatuen wurden häufig in der Nähe von Flüssen, Teichen, Seen und auf Brücken aufgestellt.
Heute befindet sich die Nepomukstatue vor der Armenischen Kirche der Heiligen Dreifaltigkeit in der Mikołowska-Straße in der Innenstadt.